# Giambattista Magistrini

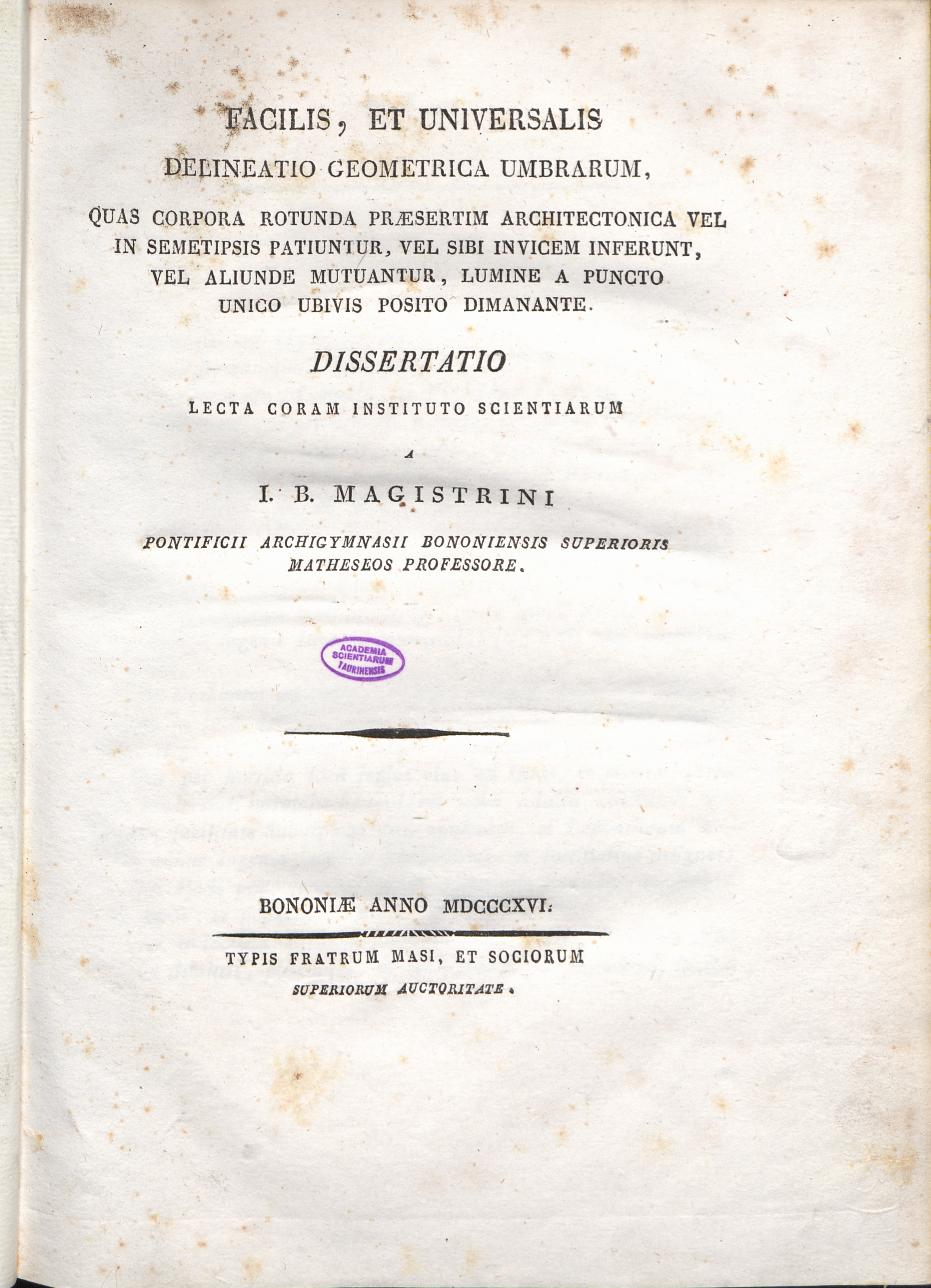
Facilis, et universalis delineatio geometrica umbrarum, 1816

Giambattista Magistrini, né en 1777 et mort en 1849, est un mathématicien italien.
À partir de 1804, il est professeur de calcul à l'université de Bologne.
À partir de 1811, il est membre de l'Académie nationale des sciences. En 1839, il est nommé membre de l'Académie des sciences de Turin.

## Œuvres
- (it) Descrizione di un teodolite scenografico, Vérone, Luigi Mainardi, 1812 (lire en ligne)
- (la) Facilis, et universalis delineatio geometrica umbrarum, Bologne, Fratelli Masi & C., 1816 (lire en ligne)
- (it) Osservazioni varie sopra alcuni punti principali di matematica superiore, Vérone, Luigi Mainardi, 1816 (lire en ligne)
- (it) Discorso in lode di Luigi La-Grange, Bologne, Annesio Nobili, 1819 (lire en ligne)